# Tahion

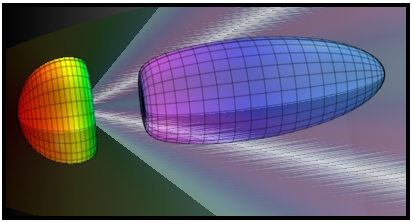
Simulare a unui Tahion

Tahionii sunt particule ipotetice, existente doar pe baze teoretice, care ar călători mai repede decât lumina. Conceptul de tahion (derivat din greacă, tachys = rapid) a fost introdus pentru prima data de Gerald Feinberg. Ei reprezintă o soluție bizară a ecuațiilor relativității restrânse: masa lor este imaginară, conținându-l pe i, și reprezentând rădăcina pătrată a unui număr negativ. Astfel, energia lor poate fi reală, (însă, de asemenea negativă), permițându-le existența în continuumul spațio-temporal. Din această inversare a proprietăților particulelor obișnuite (fie ei tardioni sau luxoni) rezultă o serie de consecințe care par a încălca legile fizicii. Astfel, un tahion accelerează în momentul în care pierde energie. Mai mult, un tahion cu energie zero, este numit transcendent, călătorind cu o viteză infinită, în vid. Aplicând mai departe inversarea proprietăților tardionilor (particule condamnate la viteze subluminice) ajungem la concluzia că c este limita inferioară a vitezei tahionice, care nu poate fi niciodată atinsă. Datorită energiei negative pe care o posedă, tahionii trebuie să primească o energie infinită care să îi decelereze până la pragul luminic.
Presupunând că ar exista astfel de particule încărcate electric, deplasându-se mai repede decât lumina în orice mediu, ar trebui să producă radiație Cerenkov, pierzând energie, și deci dobândind impuls suplimentar. Consecința ar fi o reacție în lanț, care ar elibera cantități uriașe de energie sensibilă, ceea ce, în mod evident, nu se întâmplă. Având în vedere acest ultim argument, și faptul ca acea radiație Cerenkov nu a fost observată, concluzia logică este fie lipsa sarcinii electrice în cazul tahionilor, fie lipsa interacțiunii dintre ei. Dacă aceasta ar avea într-adevăr loc, crearea de perechi tahion-antitahion ar instabiliza vidul - din nou o concluzie neconcordantă cu observația.
Tahionii nu au putut fi izolați experimental, ca particule reale în vid, însă s-a încercat identificarea lor ca cvasiparticule, într-un mediu laser (termen tehnic ce se referă la acele medii cu inversie de populație). Laserul funcționează pe baza dezexcitării simultane a mai multor atomi; în mod normal, majoritatea atomilor dintr-un cristal sunt neexcitați, și doar unii dintre ei se află pe niveluri energetice superioare. Inversia de populație se realizează atunci când majoritatea atomilor trece într-o stare energetică superioară, starea excitată, lăsând doar o minoritate pe nivelul fundamental. Cvasiparticulele, ca fononii și polaritonii în cazul solidelor, există doar ca excitații la nivelul particulelor obișnuite.
Până în prezent, există două efecte care se propagă aparent cu o viteză mai mare decât lumina: Unitatea Alcubierre (sau Unitatea Warp) și traversarea unei găuri de vierme , iar tahionul ar putea fi un al treilea. Un foton ce străbate o barieră cuantică (de potențial) prin efectul de tunel se deplasează aparent mai repede decât lumina. La fel, prin efectul EPR, doi fotoni proveniți de la o aceeași sursă se comportă într-o manieră corelată, continuă să interacționeze și după emisie. Dacă unul dintre ei suferă o schimbare a stării, ea va fi preluată automat de celălalt, iar interacțiunea pare a fi instantanee.
În ceea ce privește transmiterea de informație dincolo de limitele prezentului, aceasta rămâne imposibilă. Teoria cuantică aplicată undelor asociate acestor particule duce la două soluții: undele tahionice localizate sunt subluminice, iar cele superluminice sunt nelocalizate. Presupunând deci că ar fi posibilă detectarea unor particule atât de ipotetice, incertitudinea lui Heisenberg își spune cuvântul.